# コンプトンズ・カフェテリアの反乱
座標: 北緯37度46分59.6秒 西経122度24分38.9秒 / 北緯37.783222度 西経122.410806度

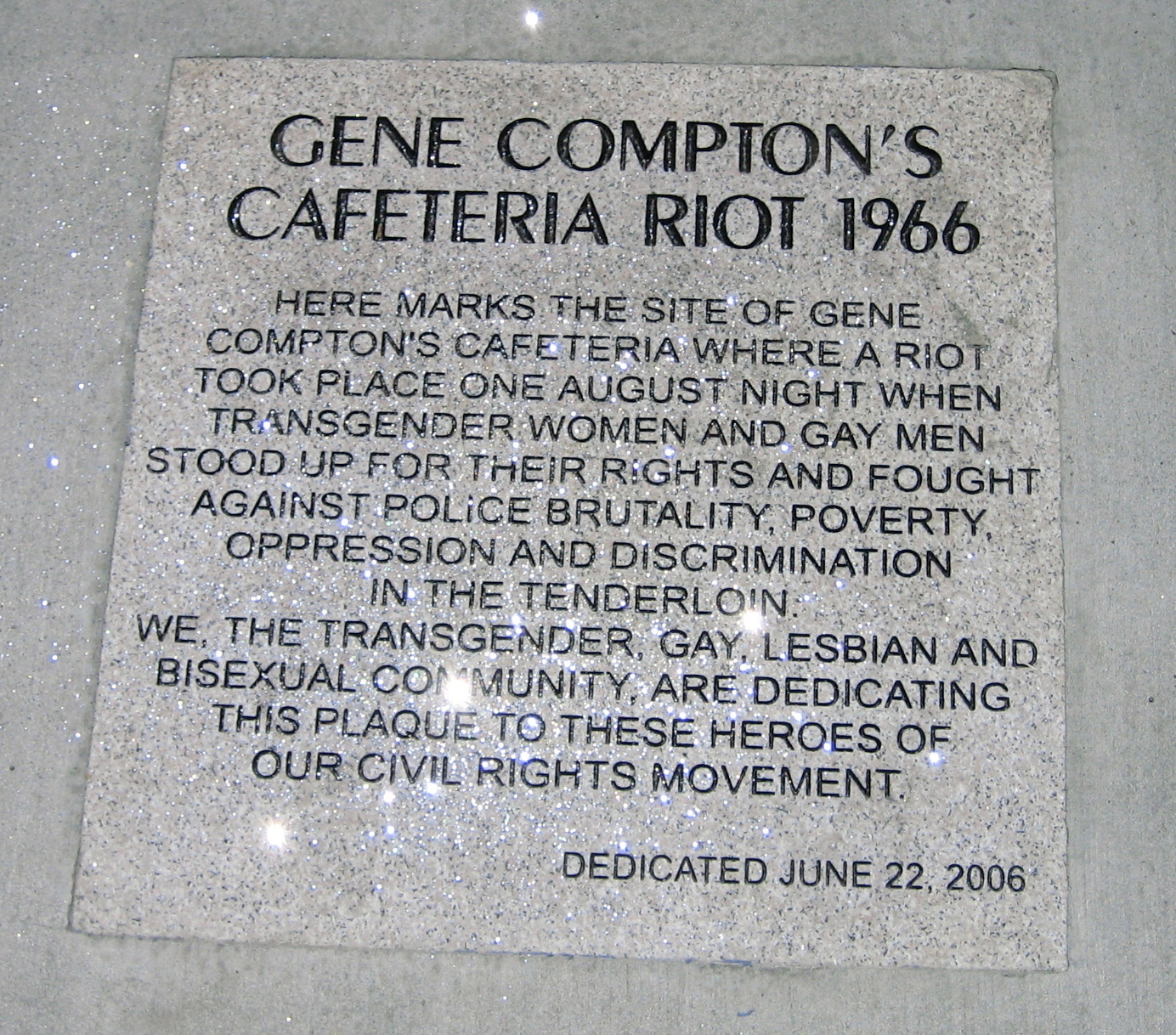
サンフランシスコのターク・ストリートとテイラー・ストリートの角に据えられたジーン・ コンプトンズ・カフェテリアの反乱発生40年の記念碑

 コンプトンズ・カフェテリアの反乱（英語: Compton's Cafeteria Riot）は1966年8月に発生したサンフランシスコのテンダーロイン地区で起きた事件。1969年に発生したストーンウォールの反乱の前に発生したトランスジェンダーの人々が起こした事件の一つである。

## 背景
コンプトンズ・カフェテリアは1940年代から70年代にかけてサンフランシスコに存在した Gene Compton がオーナーを務めるカフェテリアチェーンの一つであった。1954年から1972年まで営業していたテイラー・ストリート101番地のコンプトンズ・カフェテリアは、ゲイバーの招かざる客であったトランスジェンダーの人々にとって街中で集える数少ない場所の一つである、反乱の発生までは24時間営業している店であった。彼らにとってこの場所は Hair Fairies（50年代から60年代にかけてトランスジェンダーを指していた言葉）を表明できる場所になっていた。当時異性装は非合法とされ、トランスジェンダーの人々の存在を理由にバーの家宅捜索や閉鎖命令を警察が行っていた。
反乱に加わった闘争的なハスラーやストリート・クイーンはアメリカの初期のゲイ青年組織「Vanguard」のメンバーであった。この組織は前年の早い時期に Glide Memorial Church の急進的な牧師の助けによって設立され、数年に渡ってテンダーロイン地区の社会運動を押し進める団体となった。ストリートのレズビアングループもまた「Street Orphans」と呼ばれる団体を組織した。

## 反乱の発生
反乱の初日、カフェテリアに居合わせたトランスジェンダー客の一部が騒ぎ出したため、店のマネージャーは警察に通報を行った。警察官がトランス女性の一人を逮捕しようとした際に、持っていたコーヒーを警官に掛けたことで騒動が始まった。食器や家具が飛び交い、レストランの窓ガラスが割られた。騒動が店外にも及んだため警察官は応援を呼ぶが、パトカーのガラスは全て割られ、新聞スタンドが焼け落ちた。
翌日夜、さらに多くのトランスジェンダーやハスラー、テンダーロイン地区の人々およびLGBTコミュニティのメンバーがトランスジェンダーの入店を拒むカフェテリアへのピケに加わった。修繕されたばかりの窓ガラスが再び割られたが、これによってデモは終わった。

## 反乱の影響
反乱はLGBTムーブメントのターニングポイントとなった。オンライン・エンサイクロペディアのglbtq.comは、

コンプトンの反乱の余波はトランスジェンダーの社会ネットワークや心理的・医学的なサポートサービスの設立に影響を与えた。1968年の世界で最初のピア・ラン型サポート組織「National Transsexual Counseling Unit」（NTCU）の設立がその頂点である。
 と記述している。1962年にはTTCUの監督官にサンフランシスコ市警察の巡査部長 Elliott Blackstone が指名された。